# Wolfgang Staudinger
Pour les articles homonymes, voir Staudinger.
Wolfgang Staudinger, né le 8 septembre 1963 à Berchtesgaden, est un lugeur ouest-allemand.

## Carrière
Avec son coéquipier Thomas Schwab, Wolfgang Staudinger est premier au classement de la coupe du monde 1986-1987 et prend la troisième place des championnats du monde 1987 en double. Ils remportent également la médaille de bronze en double aux Jeux olympiques d'hiver de 1988, à Calgary au Canada, et sont champions d'Europe en double et par équipe la même année. Après sa carrière, Staudinger devient entraîneur en Allemagne, aux États-Unis ainsi qu'au Canada où il est entraîneur en chef de l'équipe nationale,.